# Монгольська Вікіпедія
Монгольська Вікіпедія (монг. Монгол Википедиа) — розділ Вікіпедії монгольською мовою. Створена у 2004 році. Монгольська Вікіпедія станом на 24 березня 2025 року містить 25 291 статтю, 95 473 зареєстрованих користувачів, 117 активних дописувачів, 4 адміністраторів
. Загальна кількість сторінок в монгольській Вікіпедії — 110 193, редагувань — 812 069, завантажених файлів — 1336
. Глибина (рівень розвитку мовного розділу) монгольської Вікіпедії середня і становить 83.1 пунктів
.

## Історія
- Липень 2005 — створена 100-та стаття[3].
- Листопад 2007 — створена 1 000-на стаття[3].
- Квітень 2013 — створена 10 000-на стаття[3].
- 6 грудня 2015 — створена 15 000-на стаття[4].
- 6 грудня 2020 — створена 20 000-на стаття[4]